# Dasypogon fossius
Dasypogon fossius är en tvåvingeart som först beskrevs av Walker 1849.  Dasypogon fossius ingår i släktet Dasypogon och familjen rovflugor. Inga underarter finns listade i Catalogue of Life.